# コミック・ストリップのシンジケート配信
本項ではコミック・ストリップのシンジケート配信（英: comic strip syndication）について述べる。米国のコミック・ストリップ作品は専門通信社（シンジケート）を通じて多数の新聞に掲載されるのが一般的である。シンジケート会社は漫画家から年間数千作に上る投稿を受け、そのうち数作と契約を結んで配信を行う。契約条件によっては作品の著作権がシンジケートに帰属することがある。シンジケート配信がもっとも広く行われたコミック・ストリップ作品のギネス世界記録はジム・デイヴィスの『ガーフィールド』が保有している。同作は2002年の記録認定時に2570紙で連載され、全世界で2億6300万人の読者を持っていた。
シンジケート配信がもっとも盛んだった1930年代半ばには、130社のシンジケートが1600作品を13700紙以上に配信していた。2017年現在、コミック・ストリップ・シンジケートの最大手はアンドルーズ・マクミール、キング・フィーチャーズ、クリエイターズであり、ほかにもトリビューン・コンテント・エージェンシーやワシントン・ポスト・ライターズ・グループが活動を行っている。アンドルーズ・マクミールは150本以上のコミック・ストリップやニュース記事を配信している。また自社運営のウェブサイトGoComicsにおいて、シンジケート配信中の作品のほか、『カルビンとホッブス』、『ブーンドックス』、『ブルーム・カウンティ』のような過去作や、『Pibgorn』、『Kliban』のようなウェブコミック、さらには他社の配信作の一部をデジタル配信している。キング・フィーチャーズはコミック・ストリップ150作品のほか、新聞コラム、風刺漫画、パズルやゲームを世界で5000紙近くに配信している。クリエイターズは60作ほどのコミック・ストリップと漫画家20人による風刺漫画を配信している。

## シンジケートへの投稿
漫画家シド・ホッフの著書 The Art of Cartooning（1973年）の中で、キング・フィーチャーズのコミック部門で25年以上編集者を務めてきたシルヴァン・バイクが、年に1000作以上のコミック・ストリップが投稿されるが1作しか採用されないと述べている。バイクは投稿を成功させる秘訣として、メインキャラクターに温かみと魅力を持たせることや、作品作りの自由が狭められるような設定を避けることを挙げている。採用に至ったコミック・ストリップ作品でも、1～2年以上シンジケート配信が続くのはおよそ四分の一にすぎない。

## 契約と著作権の帰属
歴史的に、配信作品（タイトル、キャラクター、肖像）の権利はシンジケート会社に帰属するものだった。そのため、オリジナルの作者が引退したり、作品を放棄したり、死去しても作品の配信を続けることが可能だった。初期の先例としては、1897年に世に出て大人気を博したルドルフォ・ダークスによるコミック・ストリップ作品『カッツェンジャマー・キッズ』がある。ダークスは1912年に発行人ウィリアム・ランドルフ・ハーストから自作の著作権を取り戻そうとしたが、最終的にハーストが勝利した。このような慣行は、作者が交替したせいで当初の人気の理由だった「輝き」がなくなったと批判される「レガシー・ストリップ」を生み出すことにもなった（「ゾンビ・ストリップ」という侮蔑的な言い方もある）。ほとんどのシンジケートはクリエイターとの間に10年間から20年間にも及ぶ契約を結んだ（例外もある。バド・フィッシャーの『マット・アンド・ジェフ』は、作者が最初から著作権を保持していた作品として最古かそれに次ぐケースである）。
自作の権利を保持しようと試みて失敗した漫画家は著名な作者だけでも複数いるが、ミルトン・カニフはその一人である。1946年、シンジケートによって作品の所有権を主張されたカニフは、絶大な人気を集めていた『テリー・アンド・ザ・パイレーツ』の執筆を打ち切った。1947年にカニフはフィールド・ニュースペーパー・シンジケートのオーナーであったマーシャル・フィールド3世から著作権の保持を認められて『スティーヴ・キャニオン』を描いた。出版者デニス・キッチンによると、同じく1947年に大人気作『リル・アブナー』の作者アル・キャップがユナイテッド・フィーチャー・シンジケートに1400万ドルの支払いを求めて訴訟を起こし、『リル・アブナー』作中で同社を非難した。翌年には作品の所有権と管理権を要求して争議を起こしたという。

## シンジケート間の移籍
ほとんどの作品は最後まで同じシンジケートから配信されるが（シンジケート間の合併、買収、改名は除く）、様々な理由で他社に移籍した有名作品も歴史上存在する。1961年にAPニュースフィーチャーズが、1989年にマクノート・シンジケートが倒産した際には、相当数に上る配信作品が終了か移籍かの選択を迫られた。『ワールズ・グレイテスト・スーパーヒーローズ』や『プア・アーノルズ・アルマナック』のように、長い休止期間を経て別の会社からシンジケート配信を再開する作品もある。
1987年初頭に分水嶺となる事件が起きた。キング・フィーチャーズがニュース・アメリカ・シンジケートを買収してシンジケート事業を吸収したことを受けて、ニュース・アメリカの社長リチャード・S・ニューカムが独立会社クリエイターズ・シンジケートを設立したのである。ミルトン・カニフはニューカムに「この言葉を記録に残しておく。『よくやった!!!』」というポストカードを送った。ピューリッツァー賞を受けた漫画家マイク・ピーターズは『エディター&パブリッシャー』誌で「とっくに時代は変わっているのに、シンジケートは気づこうとしない。年季奉公の制度は1500年代に終わったんだよ」と発言した。『B.C.』や『ウィザード・オブ・イド』の作者ジョニー・ハートはクリエイターズ社を「シンジケート配信の歴史を変えたベンチャー」と呼んだ。『ファミリー・サーカス』の作者ビル・キーンは同社を「シンジケート配信100年の歴史で初めての新風」と表現した。著名なコミック・ストリップ作品の多くがキング・フィーチャーズ（と傘下のニュース・アメリカ）を離れて独立系のクリエイターズ社に移って行った。
様々な理由でシンジケートを移った著名なコミック・ストリップ作品の例を以下に示す。
『B.C.』ニューヨーク・ヘラルド・トリビューン（1958—1966年）→ パブリッシャーズ／パブリッシャーズ＝ホール／フィールド・ニュースペーパー／ニュース・アメリカ／ノースアメリカ（1967–1987年）→ クリエイターズ（1987年–現存）
『ビザロ』クロニクル（1985–1995年） → ユニバーサル・プレス（1995–2003年）→ キング・フィーチャーズ（2003年–現存）
『リル・アブナー』ユナイテッド・フィーチャー（1933–1964年）→ シカゴ・トリビューン＝ニューヨーク・ニューズ（1964–1977年）
『マザーグース・アンド・グリム』トリビューン・メディア・サービス（1984–2002年）→ キング・フィーチャーズ（2003年–現存）
『レグラー・フェラーズ』ベル（1917–1924年）→ ジョージ・マシュー・アダムズ・サービス（1924–1929年） → キング・フィーチャーズ（1929–1942年）→ アソシエーテッド・ニュースペーパーズ（1942–1949年）
『シュー』トリビューン・メディア・サービス（1977–2008年）→ キング・フィーチャーズ（2008年–現存）

## 歴史

### 誕生（1900–1910年代）
コミック・ストリップのシンジケート配信事業は20世紀初頭の数年間に登場した。最初にコミック・ストリップの配信を行ったのはマクルーア・ニュースペーパー・シンジケート（1884年設立）で、1901年頃のことだった。同社が配信した主要な作品には、W・W・デンスローと後にはＣ・Ｗ・カーレスによる『ビリー・バウンス』（1901–1906年）や 、『スーパーマン』（1939年開始）、『バットマン・アンド・ロビン』（1943年開始）がある。
1905年ごろからジョゼフ・ピューリッツァーの『ニューヨーク・ワールド』紙がワールド・フィーチャー・サービスの名で他紙にコミック・ストリップ作品を配信し始め、1910年ごろにはシンジケート部門ニューヨーク・ワールド・プレス・パブリッシングを設立した。1902年にE・W・スクリップスが設立したニュースペーパー・エンタープライズ・アソシエーション(NEA) は1909年からコミック・ストリップ配信に参入した。
アソシエーテッド・ニュースペーパーズは『ニューヨーク・グローブ』、『シカゴ・デイリー・ニューズ』、『ボストン・グローブ』、『フィラデルフィア・ブレティン』の4紙によって1912年に共同設立され、S・S・マクルーアのいとこH・H・マクルーアが経営者となった。
ジョン・ネヴィル・ホイーラーのホイーラー・シンジケートは1913年に創業し、コミック・ストリップ作家のパイオニアであるバド・フィッシャーやカートゥーン作家フォンテーン・フォックスらと配信契約を結んだ。同社は1916年にマクルーアに買収されたが、ホイーラーは直後に新会社ビル・シンジケートを立ち上げてフィッシャーやフォックスを再獲得した。
1914年、ウィリアム・ランドルフ・ハーストがキング・フィーチャーズを設立した。現存するコミックのシンジケートとしては最古の会社である。キング社がこの時期に配信を始めて後年まで人気を保った作品としては、『カッツェンジャマー・キッズ』（1897–2006年）や『シンブル・シアター（ポパイ）』（1919年–継続中）がある。
同じく1914年ごろに起業した会社にニューヨーク・ヘラルド・シンジケートがある。同社は活動期間のほぼ全体を通じてニューヨーク・ヘラルド・トリビューン・シンジケートとして知られていた。最初に開始された特筆すべき配信作品はクレア・ブリッグズの『ミスター・アンド・ミセス』（1919年）である。
パブリック・レッジャー・シンジケートはフィラデルフィアで『パブリック・レッジャー』紙を発行していたサイラス・H・K・カーティスによって1915年に設立された。活動停止までの30年間にレッジャー社が配信した主な作品を挙げる。
- 『サムバディズ・ステノグ』（A・E・ヘイワード（英語版）作）

- 『ヘアブレッズ・ハリー』（C・W・カーレス（英語版）、後にF・O・アレグザンダー（英語版）作）
- 『コニー（英語版）』、『ベイブ・バンティング』（フランク・ゴッドウィン（英語版）作）
- 『ディジー・ドラマ』（ジョー・バウアー作）
- 『フットプリンツ・オン・ザ・サンド』、『ニッパー』（クレア・ヴィクター・ドウィギンズ（英語版）作）
- 『ロイ・パワーズ、イーグル・スカウト』（「ボーイスカウトアメリカ連盟公式コミック・ストリップ」）[要出典]

ジョージ・マシュー・アダムズ・サービスは1916年に創業し、ビリー・デベックの『フィン・アン・ハディー』、ロバート・ボールドウィンの『フレディ』、エドウィナ・ダムの『』 、エド・ホウィーランの『マイニュート・ムーヴィーズ』などを配信した。同社は1920年代から30年代にかけて全盛期を迎えた。

1917年に『シカゴ・トリビューン』紙上で連載が始まったシドニー・スミスの人気作『ザ・ガンプス』はシンジケート配信の発展において大きな役割を演じることになった。『トリビューン』経営者ジョセフ・メディル・パターソンは1918年にシカゴ・トリビューン・シンジケートを創立した。経営はアーサー・クロフォードが行った。次いでパターソンは1919年に、1914年から『トリビューン』の共同発行人を務めていたロバート・R・マコーミックとともにニューヨークでタブロイド紙を創刊することを計画した。コミック史家コールトン・ウォーは以下のように書いている。
こうして1919年6月16日に発刊された『イラストレイテッド・デイリー・ニューズ』だったが、この紙名は英国風に過ぎたため、間もなく『デイリー・ニューズ』に縮められた。同紙は絵入り新聞であり、コミック・ストリップという新しい発明品にとって格好の舞台だった。創刊号にはコミック・ストリップが1作だけ載せられた。『ザ・ガンプス』である。この有名な作品は瞬く間に人気を集め、そのことが全国的なシンジケート配信の誕生につながった。中西部以外も含めて複数の新聞が、『ザ・ガンプス』を掲載していたもう一つの新聞『シカゴ・トリビューン』に同作の使用許可を求めてきた。その結果、二紙の上層部によってシカゴ・トリビューン＝ニューヨーク・ニューズ・シンジケートが共同設立され、トリビューン＝ニューズ印の配信記事を米国の隅々にまで送り出し始めたのである。
同社は現在でもトリビューン・コンテント・エージェンシーと名を変えて新聞への配信を行っている。

### 成長期（1920—1930年代）
ニューヨーク・ヘラルド・トリビューン・シンジケートが1920年代に配信を始めた作品で特筆すべきものにハリソン・ケイディの『ピーター・ラビット』、チャールズ・A・ヴォイトの『ベティ』（初出はマクルーア・シンジケート）、クロフォード・ヤングの『クラレンス』、H・T・ウェブスターの『ザ・ティミッド・ソウル』（登場人物のキャスパー・ミルクトーストが有名）がある。これらはいずれも25年以上にわたって配信が続けられた。
マクノート・シンジケートは1922年に創立された。初期の重要な配信作にルーブ・ゴールドバーグ作品がある。『ディキシー・デュガン』や『ミッキー・フィン』もラインナップの一部である。ハム・フィッシャーの『ジョー・パルーカ』は同社の大ヒット作の一つである。
同じく1922年に『デモイン・レジスター』紙が立ち上げたレジスター・アンド・トリビューン・シンジケートは長寿企業となった。代表的な作品の一つ『ファミリー・サーカス』（1960年開始）は最大で1000紙を超える新聞に配信された。1977年に始まり現在まで続くコミック・ストリップ版『アメイジング・スパイダーマン』も同社の配信作である。
1925年、シカゴの事業家ハロルド・H・アンダーソンとユージーン・コンリーはパブリッシャーズ・ニュースペーパー・シンジケートを立ち上げた。同社は後に『ビッグチーフ・ワフー（スティーヴ・ローパー）』や『メアリー・ワース』、『ケリー・ドレイク』、『M.D.レックス・モーガン』、『ジャッジ・パーカー』、『アパートメント3-G』のような長期にわたる人気作で名を知られるようになった。
アソシエーテッド・プレス（AP通信）は1930年にシンジケート部門を開設し（後にAPニュースフィーチャーズとなる）、ジョン・テリーの『スコーチー・スミス』などコミック9作品の配信を始めた。10年後の1940年には日曜版コミックの配信も開始した。
1930年、ベル・シンジケートは北米新聞連合に吸収された。両者は共同所有のもとでベル・シンジケート=北米新聞連合としてそれぞれ独立に活動を続けた。同年にベルはアソシエーテッド・ニュースペーパーズを買収し、ベル・マクルーア・シンジケートと改名していた自社の一部門として存続させた。
キング・フィーチャーズは1930年代に『ブロンディ』（1930年—現存）、『フラッシュ・ゴードン』（1934年—現存）、『マンドレイク・ザ・マジシャン』（1934—2013年）、『ザ・ファントム』（1936年—現存）と立て続けにヒット作を出した。
ユナイテッド・フィーチャー・シンジケート（1919年設立）は1930年代にコミック・ストリップ・シンジケートのマーケットで大手に数えられるようになった。1930年3月、ユナイテッド・フィーチャーはメトロポリタン・ニュースペーパー・サービスを買収した（表面上はベル・シンジケートから）。NEAのスクリップスは1931年2月にニューヨーク・ワールド社を買収した。同社はピューリッツァー社のシンジケート部門であるワールド・フィーチャー・サービスおよびプレス・パブリッシングを統括していた。NEAも1930年代に新聞コミックの配信を成功させた。1933年4月の『フォーチュン』誌記事では、米国の「4大シンジケート」としてユナイテッド・フィーチャー、キング・フィーチャーズ、シカゴ・トリビューン、ベル・マクルーアが挙げられている。同年中にシカゴ・トリビューンはトリビューン＝ニューヨーク（デイリー）ニューズ・シンジケートと改名した（さらに後にトリビューン・コンテント・エージェンシーと改名）。
1933年、コミック・ストリップから「コミックブック」という出版形式が産み落とされた。この年にイースタン・カラー社が発行した『ファニーズ・オンパレード』 は、レッジャー、マクノート、ベル・マクルーア各社がライセンスを持つコミック・ストリップ作品をカラーで再録した冊子だった。イースタン・カラーはこの冊子を直接販売したりニューススタンドに卸すのではなく、プロクター&ギャンブル社の販促品として、石鹸や洗面用品に付属するクーポンを送ってきた消費者にプレゼントした。1万部が印刷された『ファニーズ・オンパレード』は大きな人気を集めた。1934年になってから、ゲインズとイースタン・カラーは共同で『フェイマス・ファニーズ』を発刊した。218号にわたって発行された同誌は新聞漫画の再録のほかオリジナル作品も掲載しており、米国初の正式なコミックブックとみなされている。
1933年にはエディターズ・プレス・サービスの起業もあった。同社は大手にはならなかったが、米国のシンジケート会社として初めて海外への配信を行ったことで知られている。

### ブーム期（1940—1950年代）
マーシャル・フィールド3世は1941年にシカゴ・サン・シンジケート（後にフィールド・ニュースペーパー・シンジケートに改名）を起業した。同社の配信作では『スティーヴ・キャニオン』がもっともよく知られている。
1940年代にレジスター・アンド・トリビューンが配信した『ザ・スピリット』（ウィル・アイズナー作）は、新聞の日曜版に添付される16ページの付録冊子（一般に「スピリット・セクション」と呼ばれた）として連載されていた。この冊子は新聞用紙に印刷されたタブロイドサイズのコミックブックで、最終的に合計500万部に及ぶ20紙で連載された。
1930年代にユナイテッド・フィーチャーで働いていたロバート・M・ホールは第二次世界大戦の末期に自身のシンジケートを立ち上げた。ホールはすぐに『デビー・ディーン』、『マーク・トレイル』、『ブルース・ジェントリー』のような多彩なコミック・ストリップ作品や、ハーブロックの風刺漫画を獲得した。ホール・シンジケートは1959年4月から『ファイファー』を全米に配信し始めた。
タイムズ・ミラーは1940年代後半にミラー・エンタープライズ・シンジケートを立ち上げた。同社は後にロサンゼルス・タイムス・シンジケートに改名した。1979年から1984年にかけて配信した新聞漫画版『スター・ウォーズ』で知られる。
1952年9月、ベル・マクルーアは老舗のマクルーア・ニュースペーパー・シンジケートを買収し、社長兼編集者にルイス・ラペルを任じた。

### 統合と再編の時期（1960—1970年代）
1963年、シカゴのフィールド・エンタープライズと『ニューヨーク・ヘラルド・トリビューン』紙の発行人を務めていたジョン・ヘイ・ホイットニーがパブリッシャーズ・シンジケートを買収し、 同社のシンジケート事業をニューヨーク・ヘラルド・トリビューン・シンジケートやフィールドのシカゴ・サンタイムズ・シンジケート、および『シカゴ・デイリー・ニューズ』紙のシンジケート部門と統合した（同紙は1959年にフィールドに買収されていた）。ニューヨーク・ヘラルド・トリビューンが1966年に廃刊されると、『B.C.』や『ミス・ピーチ』、『ペニー』のような連載漫画はパブリッシャーズが引き取った。
1962年にアダムズが死去してから1960年代半ばにかけてジョージ・マシュー・アダムズ・サービスの業績は悪化した。1966年にアダムズ社の資産と配信作品は『ワシントン・スター』紙に売却され、ワシントン・スター・シンジケートが発足した（しかしコミック・ストリップ・マーケットで大きな影響力を持つことはついになかった）。
1967年、フィールド・エンタープライズはホール・シンジケートを買収し、既に傘下に収めていたパブリッシャーズ・シンジケートと統合させてパブリッシャーズ＝ホール・シンジケートを生み出した。
1960年代の半ばになると、コミック・ストリップはテレビなどのメディアとの競争によってアメリカ人の生活の中心から押しのけられた。コミック史家モーリス・ホーンはこう書いている。「1960年代はコミックスのシンジケートにとって、かつてないほど露骨に人気テレビ番組を模倣することで、急速に減っていく読者をどうにかして埋め合わせようと（無駄に）あがく10年間だった」
『エディター&パブリッシャー』誌は1968年にシンジケート数社の配信作品数と配信先の紙数を伝えている。
- シカゴ・トリビューン=ニューヨーク・ニューズ・シンジケート（150作品、1400紙）
- ニュースペーパー・エンタープライズ・アソシエーション (NEA) （75作品、750紙）
- ユナイテッド・フィーチャー・シンジケート（50作品、1500紙）
- コロンビア・フィーチャーズ（英語版）（45作品、1000紙）
- ナショナル・ニュースペーパー・シンジケート（英語版）（35作品、650紙）[48]

パブリッシャーズ＝ホール・シンジケートの次長・国内営業部長を務めていたジョン・マクミールは、1970年にユニバーサル・プレス・シンジケートを設立した。同年10月26日から新聞20紙ほどに掲載されたギャリー・トゥルードーの『ドゥーンズベリー』がユニバーサル・プレスの配信作第一号となった。翌年3月からは日曜版の配信も始まった。『ドゥーンズベリー』はやがて国外を含めて1400紙以上に掲載されるようになった。同作の著作権は当初作者とユニバーサル・プレスが共同で所有していた。
マクノート・シンジケート最後のヒット作『ヒースクリフ』は1973年から1980年代末まで配信され、掲載紙は1000紙ほどに上った。マクノートは1986年の『ヒースクリフ・ザ・ムービー』を皮切りに同作の映画版を数篇制作した。
1972年、ユナイテッド・フィーチャーが北米新聞連合とベル=マクルーア・シンジケートの事業をまとめて買収し、自社の事業と統合した。
1975年、フィールド・エンタープライズがパブリッシャーズ＝ホールを傘下のフィールド・ニュースペーパー・シンジケートに吸収した。フィールドはこれにより人気の高い長寿作品を多数獲得した。例として『メアリー・ワース』、『スティーヴ・ローパー』、『ペニー』、『ケリー・ドレイク』、『M.D.レックス・モーガン』、『ジャッジ・パーカー』、『ミス・ピーチ』、『B.C.』、『ウィザード・オブ・イド』、『わんぱくデニス』、『ファンキー・ウィンカービーン』、『マーク・トレイル』、『ママ』がある。
1978年2月、ワシントン・スター・シンジケートが（親会社とともに）タイム・インクに身売りした。それから1年余の後に、ユニバーサル・プレスがワシントン・スター社の資産の一つスター・シンジケートを購入した。
1978年5月、スクリップスはユナイテッド・フィーチャーとNEAを合併させてユナイテッド・メディア・エンタープライズを設立した。1973年に創立されたワシントン・ポスト・ライターズ・グループは1980年になってからバークリー・ブレシドの人気作『ブルーム・カウンティ』でコミック・ストリップ配信に参入した。

### さらなる統合と激震（1980—90年代）
1980年代はコミック・ストリップ・シンジケート業界にとって再編と激震の時期となった。1983年、ルパート・マードックのニューズ・コーポレーションがフィールド・ニュースペーパー・シンジケートを買収し、翌年にはニュース・アメリカ・シンジケート (NAS) と改名した。
1986年、レジスター・アンド・トリビューンがハーストとキング・フィーチャーズに430万ドルで身売りした。同年末、『シカゴ・トリビューン』紙はハーストのキング・フィーチャーズ、スクリップスのユナイテッド・メディア、ニューズ・コーポレーションのNASが米国のコミック・ストリップ・シンジケートのトップ3社だという分析を載せた。同年12月末にはハーストがNASを買収した（社名はノースアメリカ・シンジケートに改められた）。
NAS社長リチャード・S・ニューカムは売却計画（初めて公になったのは1986年10月）を受けて1987年1月に退社し、ロンドンの出版者ロバート・マクスウェルから資金援助を得て、売却契約の締結前にクリエイターズ・シンジケートを立ち上げた。1987年2月13日の設立から1か月もしないうちにクリエイターズは『B.C.』の全世界配信権を獲得し、さらに数か月後にはハーブロック作品の配信権を獲得した。クリエイターズは1930年代以降に設立された独立系シンジケートのわずかな成功例の一つとなった。また同社はコミックシンジケートとして初めて漫画家が作品の著作権を保有することを認めた。
1987年半ばの時点で、シンジケート各社の配信作品数ランキングは以下の通りだった。
1. キング・フィーチャーズ（ハースト・コーポレーション）、194作品
2. ノースアメリカ（ハースト・コーポレーション）、122作品
3. トリビューン・メディア・サービス（トリビューン・カンパニー（英語版））、120作品
4. ユナイテッド・フィーチャー（ユナイテッド・メディア）、85作品
5. ロサンゼルス・タイムズ・シンジケート（タイムズ・ミラー・カンパニー（英語版））、85作品
6. ニュースペーパー・エンタープライズ・アソシエーション（ユナイテッド・メディア）、76作品
7. ユニバーサル・プレス、74作品、
8. ニューヨーク・タイムズ・シンジケーション・セールス（ニューヨーク・タイムズ・カンパニー）、51作品
9. ワシントン・ポスト・ライターズ・グループ（ワシントン・ポスト・カンパニー）、37作品
10. マクノート、24作品[61]

親会社で比べるとハーストが316作品で首位を占め、ユナイテッド・メディアが161作品でそれに次ぎ、トリビューン・カンパニーが120作品で三位となった。
マクノートはその後1989年9月に倒産した。
ユニバーサル・プレスは1990年からクリエイターズに倣って作家に自作の著作権を全て保持させるようになった。また、5年以上契約を継続した作家に対して年に4週間の休暇を与える制度を導入した。
1996年、ユニバーサル・プレスは「デジタル・エンターテインメント・コンテンツ」の配信を行うユニバーサル・ニューメディア（後にUclickに改名）を設立した。
1997年の『ワシントン・ポスト』紙記事では、当時存在していたコミック・ストリップ・シンジケートは9社だとされた。記事ではそのうちユナイテッド・メディア、クリエイターズ、ユニバーサル・プレス、ワシントン・ポスト・ライターズ・グループ、クロニクル・フィーチャーズが言及された（ほかの4社はキング・フィーチャーズ、トリビューン・カンパニー・シンジケート、ニューヨーク・タイムズ・シンジケート、ロサンゼルス・タイムズ・シンジケートである）。
同年のうちにユニバーサル・プレスがクロニクル・フィーチャーズを買収し、後に自社に統合した（ユニバーサル・プレスはそれ以前から、コミック・ストリップ『ファーサイド』や『ビザロ』、テッド・ロールの風刺漫画など人気作の権利をクロニクルから取得していた）。

### さらなる再編（2000年代）
2000年にトリビューン・カンパニーがタイムズ・ミラーを買収すると、子会社ロサンゼルス・タイムズ・シンジケートはトリビューン・メディアに吸収された。同社は現在でもトリビューン・コンテント・エージェンシーの名で活動しており、コミック・ストリップ作品20作ほどを配信している。
2009年、ユニバーサル・プレスとUclickの合併によりユニバーサルUclickが生まれた。2011年、同社はユナイテッド・フィーチャー・シンジケートとNEAを運営していたユナイテッド・メディアを買収して新聞シンジケート最大手となった。最大の競合相手の一つだったユナイテッド・メディアを吸収したことで、ユニバーサルUclick（現在の社名はアンドリューズ・マクミール・シンジケーション）は米国有数の出版シンジケートの座についた。
キング・フィーチャーズ・シンジケートとクリエイターズ・シンジケートは現在でも盛んに活動を行っている。
2011年の時点でシンジケート上位5社は、キング・フィーチャーズ、クリエイターズ、トリビューン・メディア、ユニバーサルUclick、ワシントン・ポスト・ライターズ・グループであった。

## タイムライン
1900年から現在までにわたる主要なコミック・ストリップ・シンジケートのタイムライン図を以下に示す。